# سونی آلفا ۲۳۰
سونی آلفا ۲۳۰ (به انگلیسی: Sony Alpha 230) یک دوربین عکاسی ساخت شرکت سونی است.